# 2,7mm Kolibri
Le 2,7mm Kolibri officiellement connu sous le nom de Kolibri Model 2 est un pistolet créé par l’horloger autrichien Franz Pfannl qui développa une série de pistolets semi-automatiques et le Kolibri est le plus petit d'entre eux.

## Étymologie
Le nom « Kolibri » vient de l'allemand, dont la traduction française est : colibri, qui est un très petit oiseau, un nom très approprié pour une arme de cette taille.

## Histoire
Le pistolet a été breveté en 1910 et commercialisé en 1914 par Franz Pfannl, un fabricant de montres autrichien aidé financièrement par Georg Grabner. Il s’inscrit dans la lignée des armes de défense personnelle de l’époque, que les fabricants cherchaient à rendre toujours plus petites.
Quand cette arme a commencé à être commercialisée en 1914, elle était conçue surtout pour la légitime défense des femmes contre les criminels. Cette arme était suffisamment compacte pour entrer dans un sac à main. Environ 1000 unités ont été produites dès le début de la production (en 1914) jusqu'à ce que la première guerre mondiale éclate.  
Plus tard une version de 3mm du Kolibri est sortie qui utilisait une balle de plomb au lieu d'une balle chemisée comme le calibre de 2,7 millimètres. Aussi une version de 4 mm est sortie. La production de ces versions ont été interrompues en 1938, en même temps que celle des autres armes fabriquées par Franz Pfannl en raison d'une forte concurrence sur le marché des armes à feu civiles et de plusieurs inconvénients de l'arme dont son absurde puissance et sa très petite taille.
La plupart des armes ont été perdues, détruites ou bien récupérés par des collectionneurs ou soldats qui les avaient pris comme des souvenirs en Europe Centrale durant les deux guerres mondiales.

## Informations sur l'arme
Le Kolibri Model 2 est le plus petit pistolet semi-automatique à cartouche à percussion centrale commercialisé de l'histoire. Il est aussi considéré comme l’une des armes à feu les plus petites du monde. Il fonctionne par un système de culasse non calée et emploie un canon à âme lisse. Il existe plusieurs versions de ce modèle du Kolibri de couleurs différentes. Il était très difficile de tirer sur l'arme dû à sa petite taille.
L'arme à une longueur de 6,8 cm et une hauteur de 4,6 cm ce qui est vraiment très petit. Son canon mesure 3,2 cm, l'arme pèse 220 grammes soit 0,49 livres.

### Boîte de présentation
À l'époque, lorsque l'arme était achetée, elle était rangée dans sa propre boîte de présentation. À l'intérieur on y trouvait l'arme elle même avec le magasin à l'intérieur du Kolibri, une petite tige de nettoyage pour nettoyer le canon et une petite boîte en métal qui devait contenir des munitions. 

### Chargeur ou Magasin
Le chargeur standard du Kolibri Model 2 (chargeur inclus dans la boîte) est détachable et peut accueillir un maximum de sept cartouches. Mais le chargeur a été conçu pour être chargé de six cartouches au maximum. Il est mieux de se limiter à cinq ou six cartouches pour une meilleure performance de l'arme ; avec sept cartouches il est plus difficile pour l'arme de laisser passer les balles vers le canon. C'est un chargeur amovible qui est introduit dans la poignée de l'arme, ce dernier est très petit et il est très difficile à charger avec ses petites munitions. Pour recharger l'arme, il suffit de sortir ce chargeur et d'y rentrer les munitions une à une à l'intérieur.
Pour sortir le chargeur, il suffit de baisser le loquet situé au bas de la crosse de l'arme tout en tirant le chargeur à l'aide d'une partie rallongée de forme circulaire au bas du chargeur. Pour la remettre, il suffit de pousser le chargeur à l'intérieur sans être obligé de tirer le loquet encore une fois.

### Munition
La munition du 2,7 mm Kolibri (également connue sous le nom de 2,7 × 9 mm Kolibri) est la plus petite cartouche à percussion centrale commercialisée. Elle pesait 5,3 grammes, avec une largeur maximum de 3 millimètres et une longueur totale de 11 millimètres. La cartouche se calait dans l'arme (headspaced) sur l'embouchure de la douille. La balle elle-même ne pesait que 0,2 gramme, avec une vitesse initiale estimée à 200 m/s, avec par conséquent une énergie initiale extrêmement faible (voire pathétique), de l'ordre de 4 joules,, il n'y avait pas de recul lors du tir.
La munition ne fut pas bien acceptée. La petite taille du Kolibri Model 2 rendait la manipulation et le chargement difficile, et la balle elle-même manquait beaucoup de puissance : la littérature de l'époque suggère qu'elle n'était capable de percer que 10 à 40 millimètres d'une planche en pin. La munition souffrait également de problèmes de précision, car la technologie de l'époque ne permettait pas de rainurer l'âme d'un canon de si petit calibre ; la balle ne tournait ainsi pas sur elle-même lors de sa trajectoire, et manquait de stabilité. La balle était plus faible qu'une balle de fusil à plomb et rebondissait même sur un manteau de laine, mais lorsque la balle était tirée sur le visage, elle pouvait causer de gros dommages.

### Versions exportées du Kolibri Model 2
Les versions exportées ont l'air vraiment différentes de l'arme standard de couleur grisâtre ou noire. Les versions exportées ont des finitions dorées sur leurs parties métalliques et elles ont été gravées. Même certaines ont des poignées en perles et d'autres variantes avaient des poignées standards mais avec des gravures complètement différentes. Mais à part cela la version standard et les versions exportées du Kolibri sont complètement identiques et leurs inconvénients sont les mêmes.